# Инициатива стран Бенгальского залива по Многоотраслевой Технико-Экономической Кооперации
 Инициатива стран Бенгальского залива по многоотраслевой технико-экономической кооперации  (англ. Bay of Bengal Initiative for Multi-Sectoral Technical and Economic Cooperation), БИМТЭК (BIMSTEC) — международная организация группы стран Южной и Юго-Восточной Азии, расположенных на побережье (либо в бассейне) Бенгальского залива Индийского океана. Сокращённое название — Инициатива Бенгальского залива. Задачами организации является углубление интеграции стран-участниц в таких отраслях как торговля и инвестиции, транспортное сообщение, энергетика, технологический обмен, туризм и рыболовство.

## История
Основана в Бангкоке 6 июня 1997 года изначально 4 странами региона — Бангладеш, Индией, Шри-Ланкой и Таиландом (с первоначальным названием BIST-EC — Bangladesh, India, Sri Lanka, and Thailand Economic Cooperation). В декабре того же года к организации присоединилась Мьянма, вследствие чего название было изменено на BIMST-EC (Bangladesh, India, Sri Lanka, Myanmar, and Thailand Economic Cooperation).
В феврале 2004 года статус полноправных членов организации получили государства Непал и Бутан, поэтому на июльской сессии организации её аббревиатурному названию BIMSTEC была присвоена новая расшифровка — Bay of Bengal Initiative for Multi-Sectoral Technical and Economic Cooperation (Инициатива по многоотраслевой технико-экономической кооперации стран Бенгальского залива).

## Председательство
Руководство организацией осуществляют страны-участницы поочерёдно, по списку собственных названий на английском языке, выстроенному в алфавитном порядке (Бутан в 2006 году пропустил свою первую очередь). Так, с 22 января 2011 года председательствовала Мьянма, а с 4 марта 2014 года — Непал.